# Europäisches Olympisches Winter-Jugendfestival 2025/Ski Alpin
Beim Europäischen Olympischen Winter-Jugendfestival 2025 wurden fünf Wettbewerbe im Ski Alpin ausgetragen werden. Im Vergleich zu 2023 wurde der Super-G aus dem Programm gestrichen, dafür ist zum ersten Mal seit 2021 der Teamwettbewerb wieder Teil des Programms. Ausgetragen werden die Wettkämpfe auf der Piste Didveli.

## Zeitplan
| Zeitplan Ski Alpin | Zeitplan Ski Alpin | Zeitplan Ski Alpin | Zeitplan Ski Alpin | Zeitplan Ski Alpin | Zeitplan Ski Alpin | Zeitplan Ski Alpin |
| Wettbewerbe        | Januar             | Januar             | Januar             | Januar             | Januar             | Januar             |
| Wettbewerbe        | 10.                | 11.                | 12.                | 13.                | 14.                | 15.                |
| ------------------ | ------------------ | ------------------ | ------------------ | ------------------ | ------------------ | ------------------ |
| Jungen             |                    |                    |                    |                    |                    |                    |
| Riesenslalom       |                    |                    |                    |                    |                    |                    |
| Slalom             |                    |                    |                    |                    |                    |                    |
| Mädchen            |                    |                    |                    |                    |                    |                    |
| Riesenslalom       |                    |                    |                    |                    |                    |                    |
| Slalom             |                    |                    |                    |                    |                    |                    |
| Mixed              |                    |                    |                    |                    |                    |                    |
| Mannschaft         |                    |                    |                    |                    |                    |                    |
| Entscheidungen     | 1                  | 1                  | 0                  | 1                  | 1                  | 1                  |

|  | Medaillenentscheidung |

## Bilanz

### Medaillenspiegel
| Platz  | Land           | Gold | Silber | Bronze | Gesamt |
| ------ | -------------- | ---- | ------ | ------ | ------ |
| 1      | Norwegen       | 2    | 1      | –      | 3      |
| 2      | Großbritannien | 1    | –      | 1      | 2      |
| 3      | Frankreich     | 1    | –      | –      | 1      |
| 3      | Schweiz        | 1    | –      | –      | 1      |
| 5      | Italien        | –    | 3      | 2      | 5      |
| 6      | Spanien        | –    | 1      | –      | 1      |
| 7      | Kroatien       | –    | –      | 1      | 1      |
| 7      | Tschechien     | –    | –      | 1      | 1      |
| Gesamt | Gesamt         | 5    | 5      | 5      | 15     |

### Medaillengewinner
| Disziplin    | Gold                                                                                         | Silber                                                            | Bronze                                                     |
| ------------ | -------------------------------------------------------------------------------------------- | ----------------------------------------------------------------- | ---------------------------------------------------------- |
| Jungen       |                                                                                              |                                                                   |                                                            |
| Riesenslalom | Freddy Carrick-Smith                                                                         | Storm Andre Hagen                                                 | Ziggy Vrodoljak                                            |
| Slalom       | Storm Andre Hagen                                                                            | Luken Garitano Iturbe                                             | Zak Carrick-Smith                                          |
| Mädchen      |                                                                                              |                                                                   |                                                            |
| Riesenslalom | Lara Bianchi                                                                                 | Alessandra Di Sabatino                                            | Marta Giaretta                                             |
| Slalom       | Ilona Charbotel                                                                              | Marta Giaretta                                                    | Victoria Klotz                                             |
| Mixed        |                                                                                              |                                                                   |                                                            |
| Mannschaft   | NorwegenHelene Unhjem Oveland Storm Andre Hagen Victoria Nordmo Mikalsen Elias Hartford Kvæl | ItalienMarta Giaretta Luca Loranzi Victoria Klotz Alex Silbernagl | TschechienLara Huml David Janda Tereza Koutná Ludvík Vaček |

## Ergebnisse Jungen

### Riesenslalom
| Platz | Land | Sportler              | Zeit (min) |
| ----- | ---- | --------------------- | ---------- |
| 1     | GBR  | Freddy Carrick-Smith  | 1:37,71    |
| 2     | NOR  | Storm Andre Hagen     | 1:38,38    |
| 3     | CRO  | Ziggy Vrodoljak       | 1:38,94    |
| 4     | CZE  | David Janda           | 1:39,10    |
| 5     | GBR  | Zak Carrick-Smith     | 1:39,50    |
| 6     | ESP  | Luken Garitano Iturbe | 1:39,58    |
| 7     | FRA  | Victor Haghighat      | 1:39,88    |
| 8     | SUI  | Mathieu Glassey       | 1:39,91    |
| 9     | FRA  | Damien Fink           | 1:39,95    |
| 10    | FRA  | Thibault Noraz        | 1:40,06    |

### Slalom
| Platz | Land | Sportler              | Zeit (min) |
| ----- | ---- | --------------------- | ---------- |
| 1     | NOR  | Storm Andre Hagen     | 1:31,79    |
| 2     | ESP  | Luken Garitano Iturbe | 1:32,80    |
| 3     | GBR  | Zak Carrick-Smith     | 1:32,92    |
| 4     | AUT  | Valentin Pöll         | 1:33,09    |
| 5     | CRO  | Ziggy Vrodoljak       | 1:33,16    |
| 6     | ITA  | David Castlunger      | 1:33,30    |
| 7     | FRA  | Victor Haghighat      | 1:33,58    |
| 8     | SUI  | Mathieu Glassey       | 1:34,80    |
| 9     | CRO  | Hrvoje Ljutic         | 1:34,96    |
| 10    | AUT  | Niklas Gstrein        | 1:35,38    |

## Ergebnisse Mädchen

### Riesenslalom
| Platz | Land | Sportlerin             | Zeit (min) |
| ----- | ---- | ---------------------- | ---------- |
| 1     | SUI  | Lara Bianchi           | 1:39,55    |
| 2     | ITA  | Marta Giaretta         | 1:40,82    |
| 3     | NOR  | Helene Unhjem Oveland  | 1:41,21    |
| 4     | ITA  | Alessandra Di Sabatino | 1:41,3     |
| 5     | ITA  | Emma Bastita           | 1:41,50    |
| 6     | NOR  | Felin Borge-Andersen   | 1:41,55    |
| 7     | SUI  | Minna Bont             | 1:41,58    |
| 8     | SUI  | Juliette Fournier      | 1:42,02    |
| 9     | AUT  | Elena Grumer           | 1:42,07    |
| 10    | CZE  | Eliska Hordossy        | 1:43,14    |

### Slalom
| Platz | Land | Sportlerin          | Zeit (min) |
| ----- | ---- | ------------------- | ---------- |
| 1     | FRA  | Ilona Charbotel     | 1:37,86    |
| 2     | ITA  | Marta Giaretta      | 1:39,85    |
| 3     | ITA  | Victoria Klotz      | 1:40,30    |
| 4     | SUI  | Juliette Fournier   | 1:41,09    |
| 5     | SLO  | Taja Presern        | 1:41,58    |
| 6     | AUT  | Angelika Dallhammer | 1:41,83    |
| 7     | ITA  | Emma Bastita        | 1:41,84    |
| 8     | NOR  | Selma Skaar         | 1:42,49    |
| 9     | CZE  | Tereza Koutna       | 1:43,03    |
| 10    | CZE  | Eliska Hordossy     | 1:43,04    |

## Ergebnisse Mixed
| Platz | Land | Sportler                                                                             |
| ----- | ---- | ------------------------------------------------------------------------------------ |
| 1     | NOR  | Helene Unhjem Oveland Storm Andre Hagen Victoria Nordmo Mikalsen Elias Hartford Kvæl |
| 2     | ITA  | Marta Giaretta Luca Loranzi Victoria Klotz Alex Silbernagl                           |
| 3     | CZE  | Lara Huml David Janda Tereza Koutná Ludvík Vaček                                     |
| 4     | FRA  | Margot Simond Damien Fink Ilona Charbotel Victor Haghighat                           |